# Burgberg im Allgäu
Burgberg im Allgäu är en kommun och ort i Landkreis Oberallgäu i Regierungsbezirk Schwaben i förbundslandet Bayern i Tyskland.